# بهشية جامايكية
البَهْشِيِّة الجامايكية (باللاتينية: Ilex jamaicana) نوع نباتي يتبع جنس البهشية من الفصيلة البهشية.
موطنها جامايكا.